# Ligne Senzan
La ligne Senzan (仙山線, Senzan-sen) est une ligne ferroviaire du réseau East Japan Railway Company (JR East) au Japon. Elle relie la gare de Sendai à celle d'Uzen-Chitose à Yamagata. Cette ligne permet de connecter les lignes Tōhoku et Ōu.

## Histoire
La partie orientale de la ligne Senzan a ouvert le 29 septembre 1929 entre Sendai et Ayashi, puis prolongée à Sakunami en 1931. La partie occidentale entre Uzen-Chitose et Yamadera est inaugurée le 17 octobre 1933. La jonction entre les deux parties de la ligne se fait le 10 novembre 1937.

## Caractéristiques

### Ligne
- longueur : 58,0 km
- écartement des voies : 1 067 mm
- nombre de voies : 1
- électrification : 20 kV 50 Hz

### Services et interconnexions
La partie la plus fréquentée de la ligne est entre Sendai et Ayashi.
À Uzen-Chitose, tous les trains continuent sur la ligne principale Ōu jusqu'à la gare de Yamagata.

### Tracé
|  |

### Liste des gares

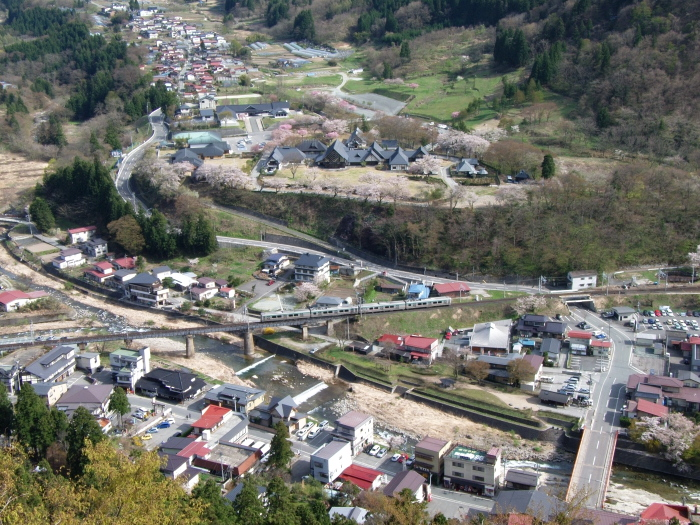
Vue aérienne de la ligne près de la gare de Yamadera

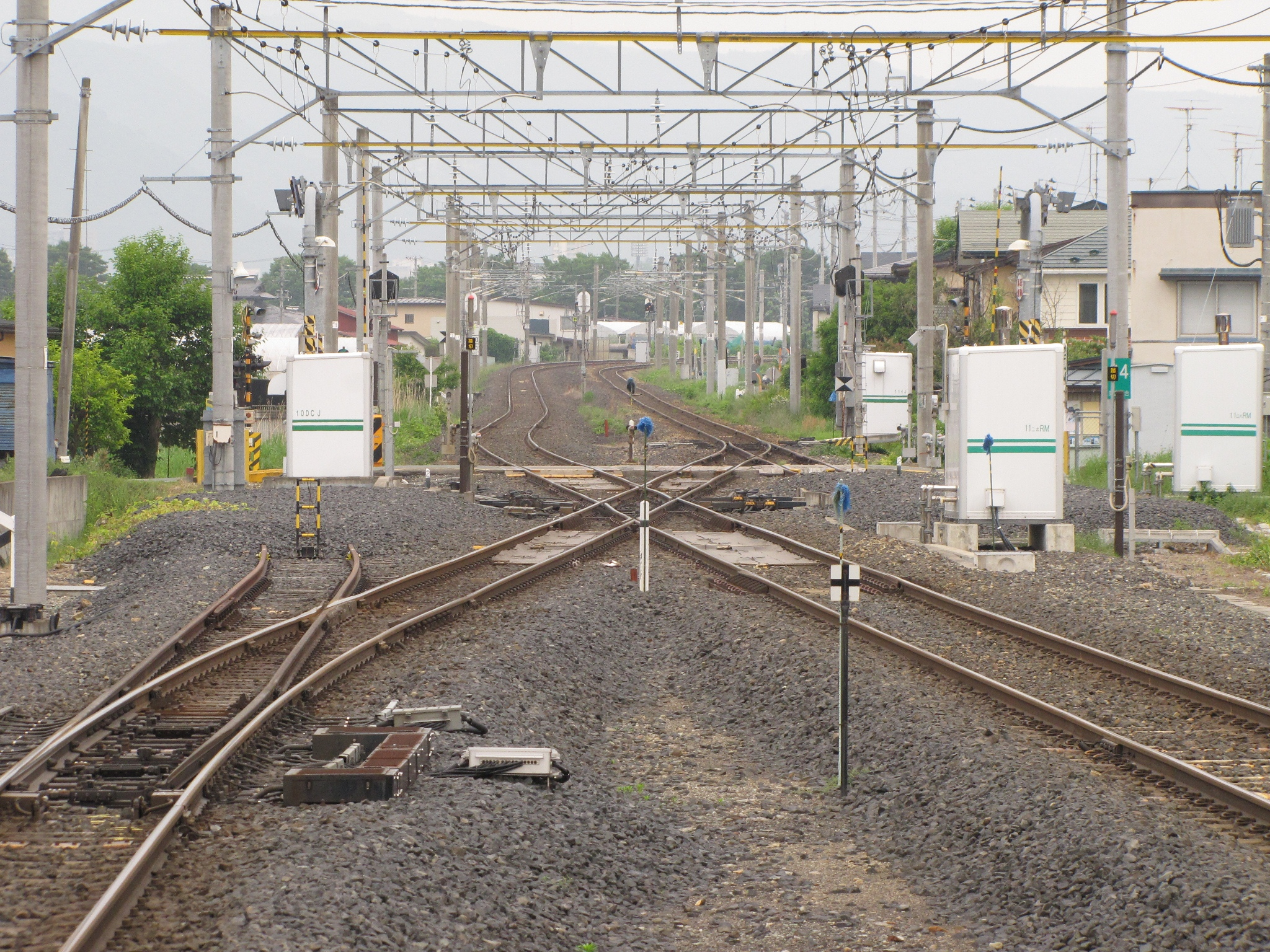
A Uzen-Chitose, la voie étroite de la ligne Senzan (à gauche) continue sur la ligne Ōu en parallèle de la voie normale (à droite)

| Gare                   | Nom japonais | Distance depuis Sendai (km) | Correspondances | Ville    | Ville                  |
| ---------------------- | ------------ | --------------------------- | --- | -------- | ---------------------- |
| Sendai                 | 仙台         | 0                           | JR East Shinkansen : Akita, Tōhoku JR East : Jōban, Senseki, Tōhoku Sendai Airport Transit Métro de Sendai : Namboku, Tōzai | Sendai   | Préfecture de Miyagi   |
| Tōshōgū                | 東照宮       | 3,2                         | | Sendai   | Préfecture de Miyagi   |
| Kita-Sendai            | 北仙台       | 4,8                         | Métro de Sendai : Namboku                                                                                                   | Sendai   | Préfecture de Miyagi   |
| Kitayama (ja)          | 北山         | 6,5                         | | Sendai   | Préfecture de Miyagi   |
| Tōhoku Fukushi-dai-mae | 東北福祉大前 | 7,5                         | | Sendai   | Préfecture de Miyagi   |
| Kunimi (ja)            | 国見         | 8,6                         | | Sendai   | Préfecture de Miyagi   |
| Kuzuoka                | 葛岡         | 10,1                        | | Sendai   | Préfecture de Miyagi   |
| Rikuzen-Ochiai         | 陸前落合     | 12,7                        | | Sendai   | Préfecture de Miyagi   |
| Ayashi                 | 愛子         | 15,2                        | | Sendai   | Préfecture de Miyagi   |
| Rikuzen-Shirasawa      | 陸前白沢     | 20,6                        | | Sendai   | Préfecture de Miyagi   |
| Kumagane               | 熊ヶ根       | 23,7                        | | Sendai   | Préfecture de Miyagi   |
| Sakunami               | 作並         | 28,7                        | | Sendai   | Préfecture de Miyagi   |
| Okunikkawa             | 奥新川       | 33,8                        | | Sendai   | Préfecture de Miyagi   |
| Omoshiroyama-Kōgen     | 面白山高原   | 42,5                        | | Yamagata | Préfecture de Yamagata |
| Yamadera               | 山寺         | 48,7                        | | Yamagata | Préfecture de Yamagata |
| Takase                 | 高瀬         | 52,4                        | | Yamagata | Préfecture de Yamagata |
| Tateyama               | 楯山         | 54,9                        | | Yamagata | Préfecture de Yamagata |
| Uzen-Chitose           | 羽前千歳     | 58,0                        | JR East : Ōu (interconnexion)                                                                                               | Yamagata | Préfecture de Yamagata |

### Matériel roulant

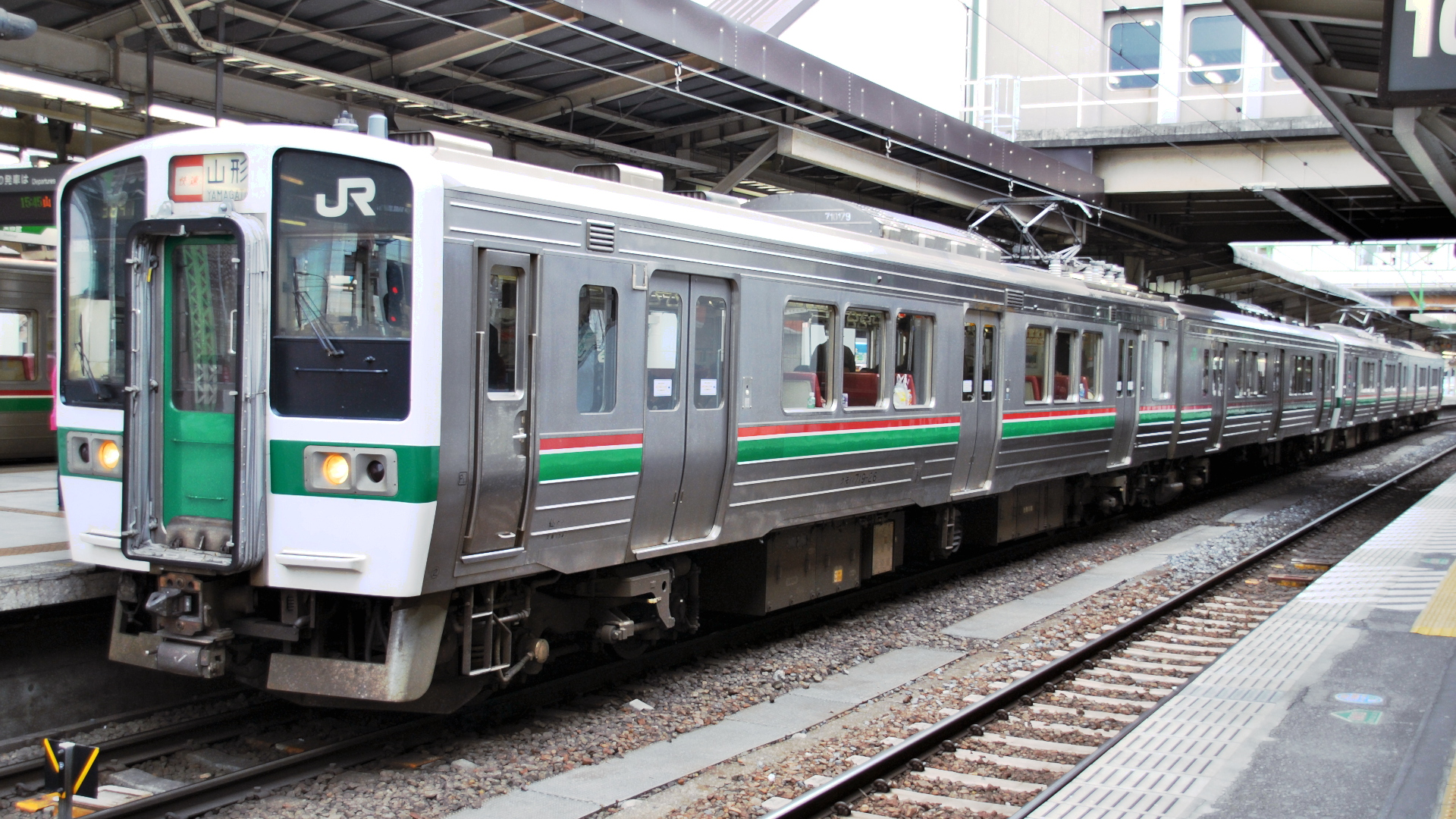
Série 719
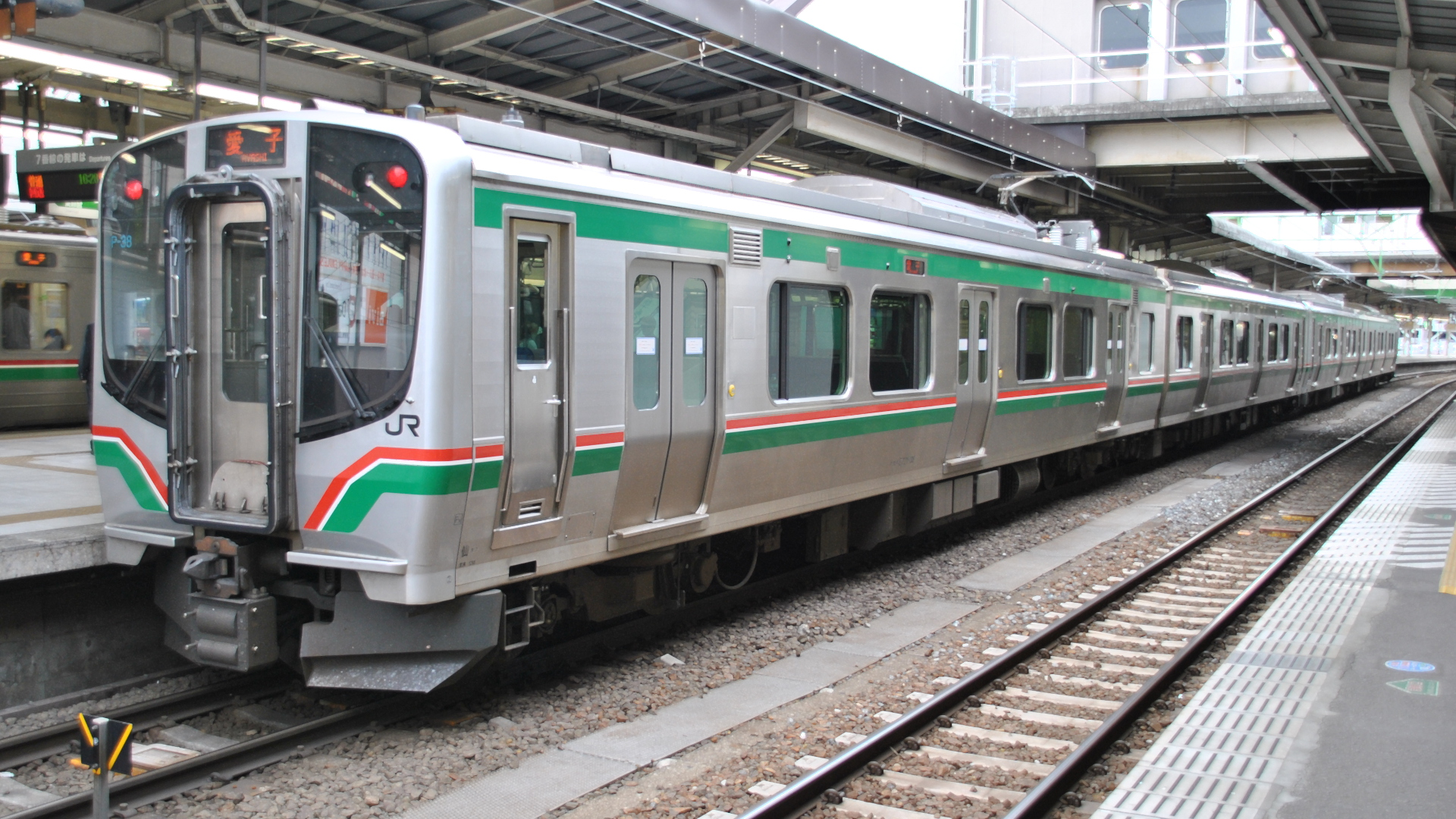
Série E721